# 茂林寺の釜

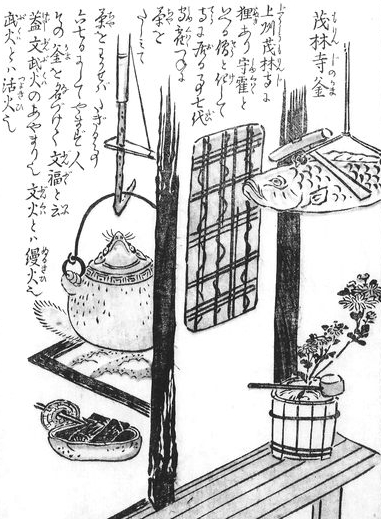
鳥山石燕『今昔百鬼拾遺』より「茂林寺の釜」

茂林寺の釜（もりんじのかま）とは松浦静山の随筆『甲子夜話』に登場する化け狸の話である。昔話『分福茶釜』のモデルとされる。

## 内容
応永年間のこと。上州（現・群馬県）の茂林寺という寺に守鶴という優秀な僧がいた。彼の愛用している茶釜はいくら汲んでも湯が尽きないという不思議な釜で、僧侶の集まりがあるときはこの釜で茶を振舞っていた。
あるときに守鶴が昼寝をしている様子を別の僧が覗くと、なんと守鶴の股から狸の尾が生えていた。守鶴の正体は狸、それも数千年を生きた狸であり、かつてインドで釈迦の説法を受け、中国を渡って日本へ来たのであった。不思議な茶釜も狸の術によるものであったのだ。
正体を知られた守鶴は寺を去ることを決意した。最後の別れの日、守鶴は幻術によって源平合戦の屋島の戦いや釈迦の入滅を人々に見せたという。
この説話をもとにして、昔話の『分福茶釜』が創作されたといわれている。